# Henry Peterson
Erik Christopher (Henry) Peterson, född 20 maj 1841 i Stockholm, död 10 januari 1918 i Chicago, var en svensk-amerikansk målare.
Han var son till skeppstimmermannen Pehr Eric Pettersson och Anna Regina Söderberg samt från 1883 gift med sångaren Emma Larson. Peterson studerade konst vid Slöjdskolan och Konstakademiens principskola. Han bestämde sig för att utvandra till Amerika och anlände dit vid inbördeskrigets utbrott. Detta ledde till att han värvades till nordstaternas flotta där han deltog i krigstjänsten under tre år. Därefter bosatte han sig i Chicago där han var verksam som målare. När den stora branden utbröt i staden 1871 lämnade han Chicago och reste till Paris där han fortsatte sina konststudier vid Académie Julian. Vid återkomsten till Chicago blev han på kort tid porträttmålaren på modet bland världsliga och kyrkliga potentater. Från 1886 till omkring 1908 var han verksam som porträttmålare i Chicago, New York, Boston och Springfield, Massachusetts. 